# Pegylis salaama
Pegylis salaama är en skalbaggsart som beskrevs av Brenske 1898. Pegylis salaama ingår i släktet Pegylis och familjen Melolonthidae. Inga underarter finns listade i Catalogue of Life.